# Kuorelampi
Kuorelampi är en sjö i Finland. Den ligger i kommunen Sotkamo i landskapet Kajanaland, i den centrala delen av landet, 500 km norr om huvudstaden Helsingfors. Kuorelampi ligger 186 meter över havet. Den är 20 meter djup. Arean är 45,4 hektar och strandlinjen är 3,2 kilometer lång. Sjön  ingår i Uleälvens huvudavrinningsområde. 